# Анатолий Виноградов
Вижте пояснителната страница за други личности с името Виноградов.
Анатолий Виноградов е руски писател, автор на произведения в жанровете исторически роман и биографичен роман.

## Биография и творчество
Анатолий Корнелиевич Виноградов е роден на 9 април 1888 г. в Полотняний Завод, Калужка губерния, Руска империя, в семейството на учител по математика. След завършване на гимназията през 1906 г. учи първо математика в Московския университет, завършвайки през 1908 г., а след това се прехвърля в историко-филологическия факултет, който завършва през 1912 г.
След дипломирането си работи като младши помощник-библиотекар на музея „Румянцев“. Там чете много френска литература, като проявява влечение към живота творчеството на Стендал. В периода 1912 – 1915 г. преподава руски език в Първа гимназия. През 1913 г. е командирован в Австрия, Италия и Франция, където прави изследвания за творчеството на романтизма и посещава редица места свързани с дейността на Стендал, изучавайки и събирайки архивни материали за писателя.
По време на Първата световна война служи като санитар в армията, а след контузия в на главата и демобилизацията се връща в Москва, където преподава в продължение на година и е сътрудник на музея „Румянцев“. В периода 1918 – 1921 г. става секретар на музея, а в периода 1921 – 1925 г. е негов директор. По-късно, след реорганизацията му, е директор на държавната библиотека „В. И. Ленин“. Като директор на библиотеката се занимава с редактиране и преводи на френска литература.
През 1931 г. е издадена първата му книга „Трите цвята на времето“, биографичен роман за живота на Стендал, и неговото творчество свързано с революционните борби във Франция. По-късно с романа си „Стендаль и его время“ от 1938 г. той продължава темата за живота на писателя.
Едно от най-добрите произведения на Виноградов е историческия роман „Черният консул“ от 1933 г. представящ драматичната история на прочутото въстание на чернокожите на остров Хаити през годините на Великата френска революция от XVIII век.
Следват биографичните му романи „Прокълнатият Паганини“ и „Байрон“, които представят живота на известните творци.
През 1939 г. за цялостната си литературна кариера е удостоен с Орден „Червено знаме на труда“.
По време на Втората световна война работи като кореспондент на вестник „Красный сокол“, участва в бойни мисии зад вражеските линии, пише много есета и статии за войната. За заслугите си е удостоен през 1944 г. с Орден „Червена звезда“.
Анатолий Виноградов се самоубива на 26 ноември 1946 г. в Москва. Преди това убива съпругата си и ранява доведения си син.

## Произведения
- Три цвета времени (1931, перераб. изд. 1957)
Трите цвята на времето, изд.: НС на ОФ, София (1950), прев. Н. Ненова
Трите цвята на времето: Биографичен роман за Стендал, изд.: „Народна култура“, София (1970), прев. Любомир Б. Павлов
- Повесть о братьях Тургеневых (1932)
- Чёрный консул (1933, перераб. изд. 1957)
Черният консул, изд.: НС на ОФ, София (1958), прев. Сидер Флорин
- Осуждение Паганини (1936)
Прокълнатият Паганини, изд.: „Наука и изкуство“, София (1965), прев. Феодор Неманов
- Байрон (1936)
- Мериме в письмах к Дубенской (1937)
- Стендаль и его время (1938)
- Хроника Малевинских (1941)